# Княжевский сельсовет (Осташёвский район)
Княжевский сельсовет — упразднённая административно-территориальная единица, существовавшая на территории Московской губернии и Московской области до 1954 года.
Княжевский с/с возник в первые годы советской власти в составе Осташёвской волости Волоколамского уезда.
По данным 1926 года в состав сельсовета входили 4 населённых пункта — Княжево, Аннино, Лапино и Полёво, а также 2 хутора.
В 1929 году Княжевский с/с был отнесён к Волоколамскому району Московского округа Московской области. При этом к нему был присоединён Игнатковский с/с.
4 января 1939 года Княжевский с/с был передан в состав нового Осташёвского района.
17 июля 1939 года к Княжевскому с/с было присоединено селение Прозорово упразднённого Внуковского с/с.
4 января 1952 года в Княжевский с/с был передан населённый пункт Федосьино Хатанковского с/с. Одновременно Прозорово было передано из Княжевского с/с в Хатанковский.
14 июня 1954 года Княжевский с/с был упразднён. При этом его территория была передана в Тереховский с/с.